# Padmasambhava
Padmasambhava (doslovno. „Lotus-rođen”), takođe poznat kao Guru Rinpoče, bio je budistički učitelj iz 8. veka sa Indijskog potkontinenta. Iako je postojao istorijska Padmasambhava, malo se zna o njemu osim što je pomogao izgradnju prvog budističkog manastira na Tibetu kod Samjeu, po nalogu Trisonga Detsena, i nedugo zatim napustio Tibet zbog dvorskih spletki.
Brojne legende su nastale oko života i dela Padmasambhave. On je široko poštovan kao „drugi Buda” među sledbenicima tibetanskog budizma u Tibetu, Nepalu, Butanu, indijskim himalajskim državama i drugde.
U tibetanskom budizmu, on je lik žanra književnosti koji se naziva terma, emanacije Amitaba, za koju se govori da se pojavljuje tertonima u vizionarskim susretima i fokus je prakse guru joge, posebno u školama Rime. Škola Njingma smatra Padmasambhavu začetnikom svoje tradicije.

## Dvadeset i pet glavnih učenika Padmasambhave
Dvadeset i pet glavnih učenika (tibetski: རྗེ་འབངས་ཉེར་ལྔ, Vajli: rje 'bangs nyer lnga) takođe zvanih sledbenici Čimfua. U raznim spiskovima oni obuhvataju:
- Kralj Tisong Decen (tibetski: ཁྲི་སྲོང་ལྡེའུ་བཏཟན, Vajli: khri srong lde'u btzan)
- Denma Cemang (tibetski: ལྡན་མ་རྩེ་མང, Vajli: ldan ma rtse mang) [7]
- Dorje Dudjom od Nanama (tibetski: རྡོ་རྗེ་བདུད་འཇོམ, Vajli: rdo rje bdud 'joms) [8]
- Kječung Lotsava (tibetski: ཁྱེའུ་ཆུང་ལོ་ཙཱ་བ, Vajli: khye'u chung lo tsā ba)
- Gjalva Čangčub od Lasuma (tibetski: ལ་སུམ་རྒྱལ་བ་བྱང་ཆུབ, Vajli: la sum rgyal ba byang chub) [9]
- Gjalva Čojang (tibetski: རྒྱལ་བ་མཆོག་དབྱངས, Vajli: rgyal ba mchog dbyangs) [10]
- Gjalve Lodro od Dre (tibetski: རྒྱལ་བའི་བློ་གྲོས, Vajli: rgyal ba'i blo gros) [11]
- Jnanakumara od Njaka (tibetski: གཉགས་ཛཉའ་ན་ཀུ་མ་ར, Vajli: gnyags dzny' na ku ma ra) [12]
- Kava Paltsek (tibetski: སྐ་བ་དཔལ་བརྩེགས, Vajli: ska ba dpal brtsegs) [13]
- Kandro Ješe Cogjal, princeza od Karčena (tibetski: མཁར་ཆེན་བཟའ་མཚོ་རྒྱལ, Vajli: mkhar chen bza' mtsho rgyal)
- Končog Jungne od Langdroa (tibetski: ལང་གྲོ་དཀོན་མཆོག་འབྱུང་གནས, Vajli: lang gro dkon mchog 'byung gnas) [14]
- Lapal Sokpo (tibetski: སོག་པོ་ལྷ་དཔལ, Vajli: sog po lha dpal) [15]
- Namkaj Njingpo (tibetski: ནམ་མཁའི་སྙིང་པོ, Vajli: nam mkha'i snying po)
- Džang Ješe De (tibetski: ཞང་ཡེ་ཤེས་སྡེ, Vajli: zhang ye shes sde)
- Lalung Pelgji Dorje (tibetski: ལྷ་ལུང་དཔལ་གྱི་རྡོ་རྗེ, Vajli: lha lung dpal gyi rdo rje) [16]
- Palgji Senge (tibetski: དཔལ་གྱི་སེང་གེ, Vajli: dpal gyi seng ge) [17]
- Palgji Vangčuk (tibetski: དཔལ་གྱི་དབང་ཕྱུག, Vajli: dpal gyi dbang phyug) [18]
- Palgji Vangčuk of Odrena (tibetski: འོ་དྲན་དཔལ་གྱི་དབང་ཕྱུག, Vajli: 'o dran dpal gyi dbang phyug) [19]
- Palgji Ješe (tibetski: དཔལ་གྱི་ཡེ་ཤེས, Vajli: dpal gyi ye shes)
- Rinčen Čok od Ma (tibetski: རྨ་རིན་ཆེན་མཆོག, Vajli: rma rin chen mchog) [20]
- Sangje Ješe (tibetski: སངས་རྒྱས་ཡེ་ཤེས, Vajli: sangs rgyas ye shes) [21]
- Šubu Palgji Sendže (tibetski: ཤུད་བུ་དཔལ་གྱི་སེང་གེ, Vajli: shud bu dpal gyi seng ge)
- Vajrocana, veliki prevodilac (tibetski: བཻ་རོ་ཙ་ན, Vajli: bai ro tsa na)
- Ješe Jang (tibetski: ཡེ་ཤེས་དབྱངས, Vajli: ye shes dbyangs) [22]
- Judra Njingpo od Gjalma (tibetski: ག་ཡུ་སྒྲ་སྙིང་པོ, Vajli: g.yu sgra snying po)

Takođe:
- Vimalamitra (tibetski: དྲུ་མེད་བཤེས་གཉེན, Vajli: dru med bshes gnyen)
- Tingdzin Zangpo (tibetski: ཏིང་འཛིན་བཟང་པོ, Vajli: ting 'dzin bzang po) [23]

- Denma Cemang
- Dorje Dudjom
- Gjalva Jančub
- Palgji Senge
- Njangben Tingdzin Zangpo

## Notes
1. ↑  Sanskrit Padmasambhava; tibetski: པདྨ་འབྱུང་གནས།, Vajli: pad+ma 'byung gnas (EWTS); Mongolian ловон Бадмажунай, lovon Badmajunai, кин: 莲花生大士

## Literatura
- Berzin, Alexander (novembar 10—11, 2000). „History of Dzogchen”. Study Buddhism. Приступљено 20. 6. 2016. Проверите вредност парамет(а)ра за датум: |date= (помоћ)
- Bischoff, F.A. (1978).  Ligeti, Louis, ур. „Padmasambhava est-il un personnage historique?”. Csoma de Körös Memorial Symposium. Budapest: Akadémiai Kiadó: 27—33. ISBN 963-05-1568-7.
- Boord, Martin (1993). Cult of the Deity Vajrakila. Institute of Buddhist Studies. ISBN 978-0-9515424-3-9.
- Dudjom Rinpoche The Nyingma School of Tibetan Buddhism: Its Fundamentals and History. Translated by Gyurme Dorje and Matthew Kapstein. Boston: Wisdom Publications. 1991, 2002.  0-86171-199-8 .
- Guenther, Herbert V. (1996), The Teachings of Padmasambhava, Leiden: E.J. Brill, ISBN 90-04-10542-5
- Harvey, Peter (1995), An introduction to Buddhism. Teachings, history and practices, Cambridge University Press
- Heine, Steven (2002), Opening a Mountain. Koans of the Zen Masters, Oxford: Oxford University Press
- Jackson, D. (1979) 'The Life and Liberation of Padmasambhava (Padma bKaí thang)' in: The Journal of Asian Studies. 39: 123—25. JSTOR 2053510. doi:10.2307/2053510. Недостаје или је празан параметар |title= (помоћ)
- Jestis, Phyllis G. (2004). Holy People of the World. Santa Barbara: ABC-CLIO. ISBN 1576073556.. .
- Kinnard, Jacob N. (2010). The Emergence of Buddhism. Minneapolis: Fortress Press. ISBN 978-0800697488.. .
- Laird, Thomas. (2006). The Story of Tibet: Conversations with the Dalai Lama. Grove Press. ISBN 978-0-8021-1827-1., New York. .
- Morgan, D. (2010). Essential Buddhism: A Comprehensive Guide to Belief and Practice. Santa Barbara: ABC-CLIO. ISBN 978-0313384523.. .
- Norbu, Thubten Jigme; Turnbull, Colin (1987), Tibet: Its History, Religion and People, Penguin Books, ISBN 0140213821
- Snelling, John (1987), The Buddhist handbook. A Complete Guide to Buddhist Teaching and Practice, London: Century Paperbacks
- Sun, Shuyun (2008), A Year in Tibet: A Voyage of Discovery, London: HarperCollins, ISBN 978-0-00-728879-3
- Taranatha The Life of Padmasambhava. Shang Shung Publications, 2005. Translated from Tibetan by Cristiana de Falco.
- Thondup, Tulku. Hidden Teachings of Tibet: An Explanation of the Terma Tradition of the Nyingma School of Tibetan Buddhism. London: Wisdom Publications, 1986.
- Trungpa, Chögyam. Crazy Wisdom. Boston: Shambhala Publications. 2001. ISBN 0-87773-910-2.. .
- Tsogyal, Yeshe. Ye-Śes-Mtsho-Rgyal (1978). The Life and Liberation of Padmasambhava. Padma bKa'i Thang. Dharma Pub. ISBN 0-913546-18-6. Two Volumes. 1978. Translated into English by Kenneth Douglas and Gwendolyn Bays.  and  0-913546-20-8..
- Tsogyal, Yeshe. The Lotus-Born: The Lifestory of Padmasambhava. 2004. ISBN 962-7341-55-X. Pema Kunsang, E. (trans.); Binder Schmidt, M. & Hein Schmidt, E. (eds.) 1st edition, Boston: Shambhala Books, 1993. Reprint: Boudhanath: Rangjung Yeshe Publications. .
- Wallace, B. Alan (1999), "The Buddhist Tradition of Samatha: Methods for Refining and Examining Consciousness", Journal of Consciousness Studies 6 (2-3): 175-187 .
- Zangpo, Ngawang. Guru Rinpoche: His Life and Times. Snow Lion Publications, 2002.